# مسابقات رعاة البقر (شيلي)
مسابقات رعاة البقر هي رياضة مع الخيول تمارس في تشيلي منذ سنوات عديدة وتحظى بشعبية كبيرة. تمارس مع اثنين من أزواج من الدراجين الذين يجب أن يتوقف الثور في «الهلال» (ملعب). يطلق على الدراجين اسم «النكتة»، التي هي تقليد لسكان المخيمات التشيليين. وفي عام 1962 أصدر الرئيس خورخي رودريغيز مرسوماً باعتبارها الرياضة الوطنية.